# Нотр-Дам-де-Неж
Нотр-Дам-де-Неж (фр. Cimetière Notre-Dame-des-Neiges) — кладбище в Монреале, в районе Кот-де-Неж (округ Кот-де-Неж-Нотр-Дам-де-Грас) на склоне горы Мон-Руаяль. Его площадь составляет 1,39 км², количество захоронений превышает миллион, а длина дорожек превышает 55 км. Это крупнейший некрополис Канады.

## История
Первоначально, с 1854 года, это было католическое кладбище для франко-канадцев. Было спроектировано архитектором Анри-Морисом Перро как садовое кладбище во французском стиле.
Сегодня оно открыто и для других христианских конфессий, однако, протестанты преимущественно осуществляют погребения на находящемся в нескольких километрах кладбище Мон-Руаяль.
В 1999 году кладбище Нотр-Дам-де-Неж было включено в реестр Национальных исторических мест Канады (англ. National Historic Sites of Canada).

## Известные погребенные
- Робер Бурасса, премьер-министр Квебека
- Анри Бурасса, франкоканадский политический лидер, идеолог канадского национализма
- Жан Гаскон, канадский режиссёр и актёр
- Кенни Рэй Картер, тренер, предприниматель
- Жорж-Этьен Картье, канадский политик, один из отцов канадской конфедерации
- Эмиль Неллиган, франко-канадский поэт
- Жиль Карль, франко-канадский кинорежиссёр
- Дино Браво, канадский рестлер
- Луи-Ипполит Лафонтен, канадский политик
- Камийен Уд, канадский политик, мэр Монреаля
- Даг Харви, канадский хоккеист
- Гратье Желина, канадский драматург, актёр, режиссёр и писатель
- Лхаса де Села, американская певица и автор песен
- Жанна Матильда Сове, государственный и политический деятель Канады
- Морис Ришар, канадский хоккеист
- Жан Папино-Кутюр, канадский композитор, музыкальный педагог
- Оноре Мерсье, квебекский адвокат, журналист и политик, премьер-министр Квебека
- Томас Д’арси Макги, ирландский и канадский политик, националист
- Морис Перро, канадский архитектор и политик (сын архитектора Анри-Мориса Перро)